# LNAPL
I LNAPL, Light Non-Aqueous Phase Liquid (in italiano, fase liquida leggera non acquosa), sono sostanze organiche liquide meno dense dell'acqua che, in caso di contatto accidentale con acque di falda, per percolazione, tendono a restare insolubili sulla superficie dell'acquifero e quindi a generare un tipo di inquinamento molto più pericoloso perché soggetto alle azioni di movimento del livello di falda.

Esempi di LNAPLs sono il benzene e gli oli combustibili.